# Le Théâtre de monsieur et madame Kabal
Pour plus de détails, voir Fiche technique et Distribution.
Le Théâtre de monsieur et madame Kabal est un long métrage d'animation français de Walerian Borowczyk sorti en 1967 avec des vues réelles.

## Fiche technique
- Titre : Le Théâtre de monsieur et madame Kabal
- Réalisation : Walerian Borowczyk
- Animation : Walerian Borowczyk
- Musique : Felix Mendelssohn, Gruber, Avenir de Monfred
  - Interprétée par la Musique de la Garde Républicaine, l'orchestre musette Salabert et The Santa Claus Orchestra with Choir and Bells
- Production : Jacques Forgeot
- Société de production : Cinéastes Associés
- Durée : 80 minutes
- Format : Couleurs (Eastmancolor) - 35 mm
- Dates de réalisation : 1965-1967
- Dates de sortie : 
  - France : 6 décembre 1967

## Synopsis
Le film, composé de 13 séquences, met en scène dans un univers burlesque et poétique les aventures d'un couple pour le moins curieux. On ne sait quel est le lien le plus fort qui les unit, l'amour ou la haine homicide. Inquiétants personnages qui attirent et fascinent par l'indiscret spectacle de leur intimité.
Titres des épisodes
- Le Concert
- L'Interview
- Le Cirque
- Allégorie d'Automne
- Un Été torride
- Voyage sur la Lune
- Leçon de Danse
- Le Mannequin
- Le Rendez-vous
- Fête d'anniversaire
- Le Fléau des Mouches
- La vie à la cour en cinq tableaux
- Le Chou

## Récompenses
- Ducat d’or et Prix évangélique International, Festival de Mannheim
- Prix de la Fédération des ciné-clubs
- Prix spécial du jury, Festival d’Annecy 1967
- Prix Max Ernst, Festival d’Oberhausen